# Redenção (Ceará)
Redenção es un municipio brasileño del estado del Ceará. Se localiza a una altitud de 88 metros sobre el nivel del mar y a 55 km de distancia de Fortaleza.
El municipio recibe ese nombre por haber sido la primera ciudad brasileña en liberar a todos sus esclavos.
Su población estimada en 2004 era de 26 140 habitantes.

## Etimología
El nombre Redenção viene del hecho de que este (Villa antigua de Acarape. Del Tupí-Guaraní acará + pe, camino de los peces) fue el primer municipio de Brasil para liberar a los esclavos.

## Geografía

### Clima
Tropical caliente semiárido con un promedio de lluvias media de 1.097 mm con lluvias concentradas de enero a abril.

### Hidrografía y recursos hídricos
Los principales cursos de agua son: Río Acarape/Río Pacoti y otros arroyos, Represa Acarape del Medio, Acueducto del Acarape y otras 3 aductoras y 52 pozos.

### Relieve
Macizos residuales y depresiones.

### Vegetación
Caatinga arbustiva densa, vegetación semicaduca tropical, vegetación húmeda semi-perennifolia, vegetación húmeda semi-caducifolia, vegetación caducifolia y bosque ciliar.

### Subdivisión
El municipio tiene cuatro distritos: Redenção (sede), Antônio Diogo, Guassi y Sao Geraldo.

## Educación
La ciudad anfitriona de UNILAB